# Christos Karkamanis
Christos Karkamanis (gr. Χρήστος Καρκαμάνης, ur. 22 września 1969 w Salonikach) – piłkarz grecki grający na pozycji bramkarza.

## Kariera klubowa
Karierę piłkarską Karkamanis rozpoczął w rodzinnych Salonikach, w tamtejszym Arisie Saloniki. W 1987 roku zadebiutował w jego barwach w pierwszej lidze greckiej. Od sezonu 1988/1989 był pierwszym bramkarzem klubu. W Arisie grał przez 10 sezonów, jednak nie odniósł większych sukcesów. W 1997 trafił do lokalnego rywala Arisu, Iraklisu Saloniki. Po 2 latach pobytu w Iraklisie zmienił barwy klubowe i został zawodnikiem Edessaikosu. Natomiast w 2000 roku przeszedł do Trikali, gdzie z kolei grał przez dwa lata. W sezonie 2002/2003 występował w AE Kozanis, a w 2003/2004 w Poseidon Neon Poron. W latach 2004–2006 był piłkarzem Olympiakosu Wolos, w barwach którego zakończył karierę piłkarską.

## Kariera reprezentacyjna
W reprezentacji Grecji Karkamanis zadebiutował 2 września 1992 roku w przegranym 2:3 towarzyskim spotkaniu z Cyprem. W 1994 roku został powołany przez selekcjonera Alkietasa Panaguliasa do kadry na Mistrzostwa Świata w USA. Tam wystąpił w jednym spotkaniu, przegranym 0:2 z Nigerią. Do 1995 roku rozegrał w kadrze narodowej 10 meczów.